# مطبوعات زیرزمینی
مطبوعات زیرزمینی (انگلیسی: Underground press) یا مطبوعات غیرمشروع به نشریات یا گاهنامه‌هایی اشاره می‌کند که بدون مجوز قانونی یا برخلاف خواستهٔ دولت‌ها و مذاهب فعالیت می‌کنند.
در متن‌های اروپای غربی، آمریکایی و آسیایی اخیر، عنوان مطبوعات زیرزمینی بیشتر برای اشاره به انتشار مستقل و توزیع زیرزمینی مقالات مرتبط با ضد فرهنگ اواخر ۱۹۶۰ و اوایل ۱۹۷۰ در هند و بنگلادش آسیا، ایالات متحده و کانادا در آمریکای شمالی و آلمان و دیگر ایالات غربی دارد. هم‌چنین ممکن است به روزنامه‌هایی که به‌طور مستقل در رژیم‌های سرکوب‌کننده منتشر می‌شوند، اشاره کند؛ مثلاً در آلمان، یک مجلهٔ زیرزمینی پر رونق تهیه می‌شود که معمولاً با مقاومت همراه است.
دیگر نمونه‌های قابل توجه مثل سامیزدت و بیبوتا هستند که در اتحاد شوروی و لهستان در طول جنگ سرد تولید می‌شدند.